# Ebro
Ebro (španska izgovarjava: [ˈeβɾo]; katalonsko Ebre [ˈeβɾə]) je reka na severu in severovzhodu Iberskega polotoka v Španiji. Izvira v Kantabriji in teče v dolžini 930 kilometrov (skoraj v celoti v smeri vzhod jugovzhod) do izliva v Sredozemsko morje, kjer tvori delto v provinci Tarragona na jugu Katalonije. Na Iberskem polotoku je po dolžini za Tajom na drugem mestu, po količini odtoka in porečju pa po Doeru. Je najdaljša reka, ki v celoti teče po ozemlju Španije; drugi dve omenjeni tečeta v spodnjem toku  preko Portugalske, kjer se izlivata v Atlantik.
Ebro teče skozi 20 mest (špansko ciudades): Reinosa v Kantabriji; Frías in Miranda de Ebro v Kastiliji in Leonu; Haro, Logroño, Calahorra in Alfaro v La Rioji; Tudela v Navari; Alagón, Utebo, Zaragoza in Caspe v Aragoniji; in Flix, Móra d'Ebre, Benifallet, Tivenys, Xerta, Aldover, Tortosa in Amposta v provinci Tarragona (Katalonija).

## Geografija

### Zgornji tok in pritoki
Izvir reke Ebro je v Kantabrijskih gorah, v Fontibreju, iz latinščine Fontes Iberis, izvir / izvir Ebra. V bližini je veliko umetno jezero Embalse del Ebro, ki je nastalo z zajezitvijo reke.
Zgornji tok Ebra drvi skozi skalnate soteske v provinci Burgos. Teče približno proti vzhodu, gre mimo las conchas de Haro in začne, ko doseže La Riojo in Navaro, oblikovati širšo rečno dolino med apnenčastimi kamninami. Južni pritoki izvirajo na bližnjem razvodju, Sistema Ibérico, pogorjem pred osrednjo Španijo. Severno od izvira je Kantabrijsko gorovje (južno od Bilbaa in Santanderja). Velik del celotne količine vode Ebra prihaja iz njegovih severnih pritokov, ki odvajajo približno 2⁄3 južnih pobočij Pirenejev, ki potekajo vzdolž meje s Francijo.

### Podnebje
Dolvodno od Kantabrije podnebje v porečju Ebra - dolina, ki jo okoliške gore ločujejo od morskih zračnih mas - postane sredozemsko / atlantsko in kontinentalno. To pomeni poletni / zimski sezonski kontrast in precej suho podnebje. Poletja doline Ebro najpogosteje zrcalijo polsuho podnebje; nekateri deli vidijo več neviht ali nalivov, spet drugi so bolj sušni.
Dolinske poplavne ravnice imajo padavin med 300 in 600 mm, največ jeseni in spomladi. Pogosto so pokrite s chaparral vegetacijo, kjer prevladuje hrast Quercus coccifera. Poletja so vroča, zime pa hladne. Suha poletna sezona ima temperature nad 35 °C, občasno pa tudi nad 40 °C. Pozimi temperature pogosto padejo pod 0 °C. Na nekaterih območjih je vegetacija močno odvisna od vlage, ki jo ustvarja kondenzacijska megla. Je celinsko sredozemsko podnebje z ekstremnimi temperaturami. V jasnih nočeh so pogoste zmrzali in občasno snežne padavine.

### Tla in geologija
Naravni zgornji sloji tal po ravninah so zunaj zgodovinsko dobro gozdnatih območij tanki. Podlaga, ki je blizu površine, je organsko revna in hitro odteka: apnenčaste, prodnate, kamnite plasti. Te so ponekod bogate s soljo, saj vidijo nekatere morske endoreične lagune.
Kraški geološki procesi so oblikovali plasti topnih karbonatnih kamnin obsežne apnenčaste podlage, ki so nastale v starodavnem morskem dnu. Aragonit, mineral, imenovan po Aragoniji, potrjuje, da je v osrednji dolini karbonatov veliko.
The natural topsoils across the plains are, outside of historically well-forested zones, thin. The subsoil being close to the surface is organically poor and quick-draining: calcareous, pebbly, stony layers. These are in places salt-rich, seeing some saltwater endorheic lagoons.

### Pretok
Dolina se širi in pretok Ebra nato počasi narašča, ko se njegova količina vode povečuje in teče čez Aragonijo. Tam večji pritoki, ki pritečejo iz osrednjih Pirenejev in Iberskega pogorja, odvajajo velike količine vode, zlasti spomladi v času odtaljevanja snega.

### Ekosistemi
V teh sredozemskih podnebnih pasovih so biomi raznoliki: sredozemski gozdovi, degradirani gozdovi in grmičevje. Zaledje je še posebej značilno zaradi obsežnega sklerofilnega grmičevja, znanega kot makija. Prevladujoči vrsti sta Quercus coccifera (na bolj suhih območjih) in Quercus ilex. Ta drevesa tvorijo monospecifične skupnosti ali skupnosti, ki so integrirane z borom, krhliko, mirto (Myrtus), Chamaerops humilis, brini, Pistacia, Rosmarinus itd.
Zaledje postaja vedno bolj kontinentalno in bolj suho, zato se ekstremne temperature, ki jih spremljajo počasi rastoče vrste brinov, končajo do nezaželenih puščavskih step, kot v "llanos de Belchite" ali "puščava Calanda".
Gorska vegetacija so večinoma iglavci, ki so prilagojeni suši, in bolj močna drevesa iz rodu hrastov (Quercus), običajno manj tolerantna, v vlažnejših visokogorjih.
Halofilov je veliko na območjih endoreičnih lagun in njihovih napajalnih potokov. Tamariša zajema endemične vrste riofitov, chenopodiaceas, plumbaginacea, ruppiaceaes, šaši (Carex), lythraceaes, asteraceaes in druge. Njihova prisotnost je povezana z morskim izvorom doline in obsežnimi morskimi nanosi.
Ko vstopi v Katalonijo, se dolina zoži in reko omejujejo gorske verige, ki delajo široke ovinke. Na tem območju so bili zgrajeni 3 masivni jezovi: jez Mequinenza (provinca Zaragoza, 1955), jez Riba-roja (1955) in jez Flix (1948), zadnja dva v provinci Tarragona. V zadnjem delu svojega toka reka zavije proti jugu in teče skozi spektakularne soteske. Apnenčaste pečine in visoki, skalnati klifi masiv Cardó (katalonsko Massís de Cardó) se skorajda naslanjajo na reko, ki ločuje sredozemski obalni pas. Po prehodu skozi soteske Ebro pri Tortosi spet zavije proti vzhodu, preden se izteče v delti Sredozemskega morja blizu Amposte v provinci Tarragona.

### Delta
Delta Ebra (katalonsko Delta de l'Ebre) v provinci Tarragona v Kataloniji je s 340 km² ali 20 km² manj, eno največjih mokrišč zahodnega Sredozemlja. Določeno kot Ramsarsko območje, je v celoti zraslo na tleh, spranih od reke - zgodovinsko stopnjo rasti delte dokazuje mesto Amposta. Evidentirano in potrjeno kot pristanišče v rimskem toplem obdobju v 4. stoletju, je zdaj od ustja daleč v notranjost. Zaobljena oblika delte priča o nadaljnjem ravnovesju med usedanjem sedimenta iz Ebra in odstranjevanjem tega materiala z erozijo valov.
Sodobna delta se intenzivno uporablja v kmetijstvu za gojenje riža, sadja (zlasti citrusov) in zelenjave. Delta reke Ebro ima tudi številne plaže, močvirja in soline, ki zagotavljajo življenjski prostor za več kot 300 vrst ptic.
Španski Bureau Mar je delto reke Ebro leta 1962 opredelil kot mokrišče z mednarodnim interesom. Od zakona o postopnem uvajanju (1983 do 1986) je Španija za zaščito svojih naravnih virov določila 7736 hektarjev kot Naravni park Delta Ebro (katalonščina Parc Natural del Delta de l'Ebre). Mreža kanalov in namakalnih jarkov, ki so jih izkopale kmetijske in naravovarstvene skupine, pomaga ohranjati ekološke in gospodarske vire delte.

## Ime
Grki so reko imenovali Ἴβηρ (Ibēr), (abir), ah'ir, Rimljani pa Hibēr, Ibēr ali Ibērus flūmen, kar vodi do njenega sedanjega imena. Po reki so bili poimenovani Iberski polotok in Hibērī ali Ibērī (prebivalci tega območja). Z gotovostjo ni znano ali so Grki za reko uporabljali lokalno domače ime, niti kaj bi lahko pomenila beseda Ibēr ali Hibēr. V sodobni baskovščini beseda ibar pomeni 'dolina' ali 'zaliti travnik', medtem ko ibai pomeni 'reka', vendar ni dokazov, da bi etimologija reke Ebro te baskovske besede povezovala.

## Zgodovina
V antiki so Ebro uporabljali kot ločnico med rimsko (severno) in kartažansko (južno) širitvijo po prvi punski vojni (264–241 pr. n. št.). Ko je Rimska republika, ki se je bala Hanibalovega vse večjega vpliva na Iberskem polotoku, mesto Saguntum (precej južno od Ebra) določila kot protektorat Rima, je Hanibal kršitev pogodbe obravnaval kot agresivno dejanje Rima in dogodek uporabil kot katalizator do druge punske vojne.
Eden najstarejših cistercijanskih samostanov v Španiji, Real Monasterio de Nuestra Señora de Rueda (dob. Kraljevi samostan Gospe od Kolesa), stoji na bregovih Ebra v Aragoniji. Zgradba, ustanovljena leta 1202, je ohranjena nedotaknjena. Samostan je močno povezan z reko Ebro, saj je za proizvodnjo električne energije v Španiji uporabljal eno prvih velikih vodnih koles. Samostan je preusmeril tudi tok z reke Ebro, da bi ustvaril krožni hidrološki sistem centralnega ogrevanja za svoje stavbe.
Ebro je bil leta 1938 izhodišče ene najslavnejših republikanskih ofenziv v španski državljanski vojni. Ofenziva, znana kot bitka za Ebro, se je za republikanske sile končala s porazom, čeprav so v prvih fazah uživale uspeh. Niso mogli doseči cilja Gandesa.

## Pretok in poplave
Ebro je po dolžini (928 km) in površini drenažnega bazena, 85.550 km2, najpomembnejša reka v Španiji. Vendar se je povprečni letni pretok v 20. stoletju zmanjšal za približno 29 odstotkov zaradi številnih vzrokov: gradnja jezov, vse večje potrebe po namakanju in izhlapevanju (večje kot količina padavin zaradi majhnih padavin, močnega sonca in močnega ter suhega vetra) iz zbiralnikov v porečju. Ta položaj ima neposreden vpliv na sistem delte ob ustju reke, ker njegovo hidrološko dinamiko večinoma nadzoruje rečni izpust.
Zmanjšanje rečnega pretoka je pomenilo vnos solnega klina naprej v reko. Povprečni letni pretok reke je približno kritični pretok, ki določa nastanek in razpad solnega klina. Ko je torej iztok reke med 300 in 400 m³ / s, lahko solni klin zasede zadnjih 5 km izliva, ko pa je pretok med 100 in 300 m³ / s, lahko solni klin napreduje do 18 km od ustja. Za manj kot 100 m³ / s se solni klin hitro pomakne v največji meri in doseže 32 km od ustja. Poleg zmanjšanega povprečnega letnega pretoka je povečana regulacija rek v porečju reke Ebro povzročila tudi dnevne in sezonske spremembe v vzorcu pretoka.
Kar zadeva obremenitev usedlin, več avtorjev ugotavlja, da se je obremenitev usedlin v zadnjem stoletju zmanjšala za več kot 99 odstotkov. Drastično zmanjšanje prenosa usedlin pomeni primanjkljaj sedimenta v delti, kar povzroča erozijo obalne linije in pomanjkanje obnavljanja usedlin. Nestabilna površina je posledica vremenskih sprememb in plimovanja. Reka občasno poplavi, čeprav je zdaj mogoče spremljati predhodno opozorilo v okviru porečja.

## Ekologija
Akademiki in lokalna vlada so kritizirali ekološke vplive:
- jezovi
- onesnaževanje prebivalstva
- tovarne
- kmetijski damping.
- invazivne vrste, ki vplivajo na prvotni ekosistem; vnesene vrste so hitro povzročile izumrtje številnih avtohtonih vrst.

V preteklosti so bile številne lagune, endoreični ribniki s slano vodo in sladkovodna močvirja in mokrišča izsušeni, posušeni ali zasuti. Skoraj celotni obvodni gozdovi so bili posekani za posevke ali nasade lesne mase za celulozo. Zaradi teh sprememb so izginile številne rastlinske in živalske vrste. Zaradi jezov in hidravlične kanalizacije je bila spremenjena dinamika reke. Nekateri majhni predstavniki rečne dinamike in mokrišč so zaščiteni.
Naravni park Delta Ebra, ki obsega 7802 hektarjev, je bil dokončan leta 1986 in je mednarodnega pomena za 8 rastlinskih vrst in 69 vretenčarjev. Ima približno 95 plemenskih vrst ptic, zelo pomemben je tudi za širok spekter prezimovalnih vrst in služi kot bistveno postajališče za večje število ptic selivk. V delti reke Ebro je največja kolonija Audouinovih galebov (Ichthyaetus audouinii) na svetu. Leta 2006 je imel rekordno število več kot 15.000 parov, kar je doslej največ.
Uvedba ameriških rakov -  Luizijanski rak (Procambarus clarkii) - je povzročila gospodarske izgube, njegov uspeh pa je posledica njegove sposobnosti kolonizacije motenih habitatov; odvrnili so užitne domače rake (Astacus astacus). Nutrija (Myocastor coypus) se začenja širiti na nekaterih severozahodnih pritokih in škodijo pridelkom in zaščitenim narodnim parkom v Baskiji. Ribe, ulovljene v vseh spodnjih predelih reke Ebro, vsebujejo veliko živega srebra in Evropska unija prepoveduje njihovo prodajo, zlasti velike some (Silurus glanis).
Školjka potujoča trikotničarka (Dreissena polymorpha), invazivna vrsta, se širi gorvodno v vodah reke Ebro. Zaradi hitre stopnje razmnoževanja vrsta poleg tega, da tekmuje z avtohtonimi vrstami, negativno vpliva na podvodne dele plovil v pristanišču, pa tudi na jezove in hidroelektrarne. Po uvedbi soma se število številnih vrst rib jasno in hitro zmanjšuje. Od uvedbe soma v zbiralnik Mequinenza leta 1974 se je razširil na druge dele Ebra in njegove pritoke, zlasti v Segre. Nekatere endemične vrste iberskih rib, rod Barbus in Cyprinidae (pravi krapovci), so drastično upadle, nekoč jih je bilo veliko, zlasti v Ebru. Konkurenca in plenjenje soma je povzročilo njihovo popolno izginotje v srednjem toku Ebra okoli leta 1990. Vrste mrene iz pritokov gorskih potokov Ebra, ki jih somi niso kolonizirali, niso bile prizadete. Ekologija reke ima zdaj tudi velik porast vodne vegetacije, morskih trav in alg.